# Bilan saison par saison du Peterborough United Football Club
Cet article présente le bilan saison par saison du Peterborough United Football Club, à savoir ses résultats en championnat et en coupes nationales depuis sa première saison en championnat en 1934.

## Légende du tableau
| Champion / Vainqueur | Deuxième / Finaliste | Troisième | Promotion | Relégation |

Les changements de divisions sont indiqués en gras.
- Première division = Division 1 (jusqu'en 1992) puis Premier League (depuis 1992)
- Deuxième division = Division 2 (jusqu'en 1992) puis Division 1 (1992-2004) puis Championship (depuis 2004)
- Troisième division = Division 3 (jusqu'en 1992) puis Division 2 (1992-2004) puis League One (depuis 2004)
- Quatrième division = Division 4 (jusqu'en 1992) puis Division 3 (1992-2004) puis League Two (depuis 2004)

## Bilan toutes compétitions confondues
| Saison                                                                                  | Championnat    | Championnat | Championnat | Championnat | Championnat | Championnat | Championnat | Championnat | Championnat | Championnat | Coupes nationales  | Coupes nationales | Coupes nationales | Coupes nationales    |
| Saison                                                                                  | Division       | Pos         | Pts         | J           | V           | N           | D           | BP          | BC          | Diff.       | Coupe d'Angleterre | Coupe de la Ligue | Supercoupe        | EFL Trophy           |
| --------------------------------------------------------------------------------------- | -------------- | ----------- | ----------- | ----------- | ----------- | ----------- | ----------- | ----------- | ----------- | ----------- | ------------------ | ----------------- | ----------------- | -------------------- |
| 1934-1935                                                                               | Midland League | 10e         | 40          | 38          | 15          | 10          | 13          | 81          | 84          | -3          | —                  | —                 | —                 | —                    |
| 1935-1936                                                                               | Midland League | 17e         | 34          | 40          | 13          | 8           | 19          | 52          | 86          | -34         | Premier tour Q     | —                 | —                 | —                    |
| 1936-1937                                                                               | Midland League | 16e         | 38          | 42          | 16          | 6           | 20          | 75          | 97          | -22         | Premier tour       | —                 | —                 | —                    |
| 1937-1938                                                                               | Midland League | 19e         | 27          | 42          | 7           | 13          | 22          | 67          | 105         | -38         | Deuxième tour Q    | —                 | —                 | —                    |
| 1938-1939                                                                               | Midland League | 10e         | 44          | 42          | 20          | 4           | 18          | 99          | 77          | +22         | Premier tour       | —                 | —                 | —                    |
| Aucune compétition disputée entre 1939 et 1945 en raison de la Seconde Guerre mondiale. |                |             |             |             |             |             |             |             |             |             |                    |                   |                   |                      |
| 1945-1946                                                                               | Midland League | 9e          | 37          | 36          | 17          | 3           | 16          | 63          | 74          | -11         | Troisième tour Q   | —                 | —                 | —                    |
| 1946-1947                                                                               | Midland League | 9e          | 48          | 42          | 18          | 12          | 12          | 90          | 77          | +23         | Deuxième tour      | —                 | —                 | —                    |
| 1947-1948                                                                               | Midland League | 6e          | 48          | 42          | 22          | 4           | 16          | 88          | 78          | +10         | Quatrième tour Q   | —                 | —                 | —                    |
| 1948-1949                                                                               | Midland League | 16e         | 36          | 42          | 15          | 6           | 21          | 58          | 83          | -25         | Premier tour       | —                 | —                 | —                    |
| 1949-1950                                                                               | Midland League | 4e          | 56          | 46          | 23          | 10          | 13          | 91          | 70          | +21         | Troisième tour Q   | —                 | —                 | —                    |
| 1950-1951                                                                               | Midland League | 9e          | 47          | 42          | 16          | 15          | 11          | 69          | 65          | +4          | Deuxième tour Q    | —                 | —                 | —                    |
| 1951-1952                                                                               | Midland League | 5e          | 50          | 42          | 20          | 10          | 12          | 90          | 71          | +19         | Quatrième tour Q   | —                 | —                 | —                    |
| 1952-1953                                                                               | Midland League | 8e          | 51          | 46          | 18          | 15          | 13          | 76          | 55          | +21         | Deuxième tour      | —                 | —                 | —                    |
| 1953-1954                                                                               | Midland League | 2e          | 62          | 46          | 27          | 8           | 11          | 111         | 73          | +38         | Troisième tour     | —                 | —                 | —                    |
| 1954-1955                                                                               | Midland League | 3e          | 62          | 46          | 23          | 16          | 7           | 69          | 38          | +31         | Quatrième tour Q   | —                 | —                 | —                    |
| 1955-1956                                                                               | Midland League | 1er         | 77          | 46          | 33          | 11          | 2           | 137         | 46          | +91         | Deuxième tour      | —                 | —                 | —                    |
| 1956-1957                                                                               | Midland League | 1er         | 78          | 46          | 36          | 6           | 4           | 148         | 35          | +113        | Quatrième tour     | —                 | —                 | —                    |
| 1957-1958                                                                               | Midland League | 1er         | 75          | 46          | 35          | 5           | 6           | 160         | 46          | +114        | Premier tour       | —                 | —                 | —                    |
| 1958-1959                                                                               | Midland League | 1er         | 68          | 36          | 32          | 4           | 0           | 137         | 26          | +116        | Troisième tour     | —                 | —                 | —                    |
| 1959-1960                                                                               | Midland League | 1er         | 52          | 32          | 23          | 6           | 3           | 108         | 37          | +71         | Quatrième tour     | —                 | —                 | —                    |
| 1960-1961                                                                               | Division 4     | 1er         | 66          | 46          | 28          | 10          | 8           | 134         | 65          | +69         | Quatrième tour     | Premier tour      | —                 | —                    |
| 1961-1962                                                                               | Division 3     | 5e          | 58          | 46          | 26          | 6           | 14          | 107         | 82          | +25         | Quatrième tour     | Premier tour      | —                 | —                    |
| 1962-1963                                                                               | Division 3     | 6e          | 51          | 46          | 20          | 11          | 15          | 93          | 75          | +18         | Troisième tour     | Deuxième tour     | —                 | —                    |
| 1963-1964                                                                               | Division 3     | 10e         | 47          | 46          | 18          | 11          | 17          | 75          | 70          | +5          | Premier tour       | Deuxième tour     | —                 | —                    |
| 1964-1965                                                                               | Division 3     | 8e          | 51          | 46          | 22          | 7           | 17          | 85          | 74          | +11         | Quarts de finale   | Deuxième tour     | —                 | —                    |
| 1965-1966                                                                               | Division 3     | 13e         | 46          | 46          | 17          | 12          | 17          | 80          | 66          | +14         | Deuxième tour      | Demi-finales      | —                 | —                    |
| 1966-1967                                                                               | Division 3     | 15e         | 43          | 46          | 14          | 15          | 17          | 66          | 71          | -5          | Quatrième tour     | Deuxième tour     | —                 | —                    |
| 1967-1968                                                                               | Division 3     | 24e         | 31          | 46          | 20          | 10          | 16          | 79          | 67          | +12         | Troisième tour     | Premier tour      | —                 | —                    |
| 1968-1969                                                                               | Division 4     | 18e         | 42          | 46          | 13          | 16          | 17          | 60          | 57          | +3          | Premier tour       | Quatrième tour    | —                 | —                    |
| 1969-1970                                                                               | Division 4     | 9e          | 48          | 46          | 17          | 14          | 15          | 77          | 69          | +8          | Quatrième tour     | Premier tour      | —                 | —                    |
| 1970-1971                                                                               | Division 4     | 16e         | 43          | 46          | 18          | 7           | 21          | 70          | 71          | -1          | Deuxième tour      | Premier tour      | —                 | —                    |
| 1971-1972                                                                               | Division 4     | 8e          | 50          | 46          | 17          | 16          | 13          | 82          | 64          | +18         | Troisième tour     | Premier tour      | —                 | —                    |
| 1972-1973                                                                               | Division 4     | 19e         | 41          | 46          | 14          | 13          | 19          | 71          | 76          | -5          | Troisième tour     | Premier tour      | —                 | —                    |
| 1973-1974                                                                               | Division 4     | 1er         | 65          | 46          | 27          | 11          | 8           | 75          | 38          | +37         | Quatrième tour     | Premier tour      | —                 | —                    |
| 1974-1975                                                                               | Division 3     | 7e          | 50          | 46          | 19          | 12          | 15          | 47          | 53          | -6          | Cinquième tour     | Premier tour      | —                 | —                    |
| 1975-1976                                                                               | Division 3     | 10e         | 48          | 46          | 15          | 18          | 13          | 63          | 63          | 0           | Quatrième tour     | Quatrième tour    | —                 | —                    |
| 1976-1977                                                                               | Division 3     | 16e         | 41          | 46          | 13          | 15          | 18          | 55          | 65          | -10         | Deuxième tour      | Deuxième tour     | —                 | —                    |
| 1977-1978                                                                               | Division 3     | 4e          | 56          | 46          | 20          | 16          | 10          | 47          | 33          | +14         | Troisième tour     | Troisième tour    | —                 | —                    |
| 1978-1979                                                                               | Division 3     | 21e         | 36          | 46          | 11          | 14          | 21          | 44          | 63          | -19         | Premier tour       | Quatrième tour    | —                 | —                    |
| 1979-1980                                                                               | Division 4     | 8e          | 52          | 46          | 21          | 10          | 15          | 58          | 47          | +11         | Premier tour       | Troisième tour    | —                 | —                    |
| 1980-1981                                                                               | Division 4     | 5e          | 52          | 46          | 17          | 18          | 11          | 68          | 54          | +14         | Cinquième tour     | Deuxième tour     | —                 | —                    |
| 1981-1982                                                                               | Division 4     | 5e          | 82          | 46          | 24          | 10          | 12          | 71          | 57          | +14         | Troisième tour     | Premier tour      | —                 | —                    |
| 1982-1983                                                                               | Division 4     | 9e          | 64          | 46          | 17          | 13          | 16          | 58          | 52          | +6          | Troisième tour     | Deuxième tour     | —                 | —                    |
| 1983-1984                                                                               | Division 4     | 7e          | 68          | 46          | 18          | 14          | 14          | 72          | 48          | +24         | Premier tour       | Deuxième tour     | —                 | Premier tour Sud     |
| 1984-1985                                                                               | Division 4     | 11e         | 62          | 46          | 16          | 14          | 16          | 54          | 53          | +1          | Deuxième tour      | Premier tour      | —                 | Premier tour Sud     |
| 1985-1986                                                                               | Division 4     | 17e         | 56          | 46          | 13          | 17          | 16          | 52          | 64          | -12         | Cinquième tour     | Premier tour      | —                 | Phase de groupes Sud |
| 1986-1987                                                                               | Division 4     | 10e         | 65          | 46          | 17          | 14          | 15          | 57          | 50          | +7          | Premier tour       | Deuxième tour     | —                 | Phase de groupes Sud |
| 1987-1988                                                                               | Division 4     | 7e          | 70          | 46          | 20          | 10          | 16          | 52          | 53          | -1          | Deuxième tour      | Troisième tour    | —                 | Quarts de finale Sud |
| 1988-1989                                                                               | Division 4     | 17e         | 54          | 46          | 14          | 12          | 20          | 52          | 74          | -22         | Deuxième tour      | Deuxième tour     | —                 | Phase de groupes Sud |
| 1989-1990                                                                               | Division 4     | 9e          | 68          | 42          | 17          | 17          | 12          | 59          | 46          | +13         | Deuxième tour      | Premier tour      | —                 | Premier tour Sud     |
| 1990-1991                                                                               | Division 4     | 4e          | 80          | 46          | 21          | 17          | 8           | 67          | 45          | +22         | Troisième tour     | Deuxième tour     | —                 | Phase de groupes Sud |
| 1991-1992                                                                               | Division 3     | 6e          | 74          | 46          | 20          | 14          | 12          | 65          | 58          | +7          | Deuxième tour      | Quarts de finale  | —                 | Finale Sud           |
| 1992-1993                                                                               | Division 1     | 10e         | 62          | 46          | 16          | 14          | 16          | 55          | 63          | -8          | Deuxième tour      | Deuxième tour     | —                 | —                    |
| 1993-1994                                                                               | Division 1     | 24e         | 37          | 46          | 8           | 13          | 25          | 48          | 76          | -28         | Troisième tour     | Quatrième tour    | —                 | —                    |
| 1994-1995                                                                               | Division 2     | 15e         | 60          | 46          | 14          | 18          | 14          | 54          | 69          | -15         | Deuxième tour      | Premier tour      | —                 | Deuxième tour Sud    |
| 1995-1996                                                                               | Division 2     | 19e         | 52          | 46          | 13          | 13          | 20          | 59          | 66          | -7          | Quatrième tour     | Deuxième tour     | —                 | Demi-finales Sud     |
| 1996-1997                                                                               | Division 2     | 21e         | 47          | 46          | 11          | 14          | 21          | 55          | 73          | -18         | Quatrième tour     | Deuxième tour     | —                 | Finale Sud           |
| 1997-1998                                                                               | Division 3     | 10e         | 67          | 46          | 18          | 13          | 15          | 63          | 51          | +12         | Troisième tour     | Deuxième tour     | —                 | Demi-finales Sud     |
| 1998-1999                                                                               | Division 3     | 9e          | 66          | 46          | 18          | 12          | 16          | 72          | 56          | +16         | Premier tour       | Premier tour      | —                 | Deuxième tour Sud    |
| 1999-2000                                                                               | Division 4     | 5e          | 78          | 46          | 22          | 12          | 12          | 63          | 54          | +9          | Premier tour       | Premier tour      | —                 | Deuxième tour Sud    |
| 2000-2001                                                                               | Division 2     | 12e         | 59          | 46          | 15          | 14          | 17          | 61          | 66          | -5          | Troisième tour     | Premier tour      | —                 | Deuxième tour Sud    |
| 2001-2002                                                                               | Division 2     | 17e         | 55          | 46          | 15          | 10          | 21          | 64          | 59          | +5          | Quatrième tour     | Deuxième tour     | —                 | Quarts de finale Sud |
| 2002-2003                                                                               | Division 2     | 11e         | 58          | 46          | 14          | 16          | 16          | 51          | 54          | -3          | Premier tour       | Premier tour      | —                 | Premier tour Sud     |
| 2003-2004                                                                               | Division 2     | 18e         | 52          | 46          | 12          | 16          | 18          | 58          | 58          | 0           | Troisième tour     | Premier tour      | —                 | Quarts de finale Sud |
| 2004-2005                                                                               | League One     | 23e         | 39          | 46          | 9           | 12          | 25          | 49          | 73          | -14         | Quatrième tour     | Premier tour      | —                 | Premier tour Sud     |
| 2005-2006                                                                               | League Two     | 9e          | 62          | 46          | 17          | 11          | 18          | 57          | 49          | +8          | Premier tour       | Premier tour      | —                 | Quarts de finale Sud |
| 2006-2007                                                                               | League Two     | 10e         | 65          | 46          | 18          | 11          | 17          | 70          | 61          | +9          | Troisième tour     | Deuxième tour     | —                 | Quarts de finale Sud |
| 2007-2008                                                                               | League Two     | 2e          | 92          | 46          | 28          | 8           | 10          | 84          | 43          | +41         | Quatrième tour     | Deuxième tour     | —                 | Deuxième tour Sud    |
| 2008-2009                                                                               | League One     | 2e          | 89          | 46          | 26          | 11          | 9           | 78          | 54          | +24         | Troisième tour     | Premier tour      | —                 | Deuxième tour Sud    |
| 2009-2010                                                                               | Championship   | 24e         | 34          | 46          | 8           | 10          | 28          | 46          | 80          | -34         | Troisième tour     | Quatrième tour    | —                 | —                    |
| 2010-2011                                                                               | League One     | 4e          | 79          | 46          | 23          | 10          | 13          | 106         | 75          | +31         | Troisième tour     | Troisième tour    | —                 | Deuxième tour Sud    |
| 2011-2012                                                                               | Championship   | 18e         | 50          | 46          | 13          | 11          | 22          | 67          | 77          | -10         | Troisième tour     | Deuxième tour     | —                 | —                    |
| 2012-2013                                                                               | Championship   | 22e         | 54          | 46          | 15          | 9           | 22          | 66          | 75          | -9          | Troisième tour     | Deuxième tour     | —                 | —                    |
| 2013-2014                                                                               | League One     | 6e          | 74          | 46          | 23          | 5           | 18          | 72          | 58          | +14         | Troisième tour     | Troisième tour    | —                 | Vainqueur            |
| 2014-2015                                                                               | League One     | 9e          | 63          | 46          | 18          | 9           | 19          | 53          | 56          | -3          | Deuxième tour      | Premier tour      | —                 | Premier tour Sud     |
| 2015-2016                                                                               | League One     | 13e         | 63          | 46          | 19          | 6           | 21          | 82          | 73          | +9          | Quatrième tour     | Deuxième tour     | —                 | Premier tour Sud     |
| 2016-2017                                                                               | League One     | 11e         | 62          | 46          | 17          | 11          | 18          | 62          | 62          | 0           | Troisième tour     | Deuxième tour     | —                 | Premier tour Sud     |
| 2017-2018                                                                               | League One     | 9e          | 64          | 46          | 17          | 13          | 16          | 68          | 60          | +8          | Quatrième tour     | Premier tour      | —                 | Quarts de finale     |
| 2018-2019                                                                               | League One     | 7e          | 72          | 46          | 20          | 12          | 14          | 71          | 62          | +9          | Troisième tour     | Premier tour      | —                 | Quarts de finale     |
| 2019-2020                                                                               | League One     | 7e          | 59          | 35          | 17          | 8           | 10          | 68          | 40          | +28         | Troisième tour     | Premier tour      | —                 | Deuxième tour Sud    |
| 2020-2021                                                                               | League One     | 2e          | 87          | 46          | 26          | 9           | 11          | 83          | 46          | +37         | Deuxième tour      | Troisième tour    | —                 | Quarts de finale     |
| 2021-2022                                                                               | Championship   | 22e         | 37          | 46          | 9           | 10          | 27          | 43          | 87          | -44         | Cinquième tour     | Premier tour      | —                 | —                    |
| 2022-2023                                                                               | League One     | 6e          | 77          | 46          | 24          | 5           | 17          | 75          | 54          | +19         | Deuxième tour      | Deuxième tour     | —                 | Deuxième tour        |
| 2023-2024                                                                               | League One     | 4e          | 84          | 46          | 25          | 9           | 12          | 89          | 61          | +28         | Troisième tour     | Troisième tour    | —                 | Vainqueur            |
| 2024-2025                                                                               | League One     | 18e         | 51          | 46          | 13          | 12          | 21          | 68          | 81          | -13         | Troisième tour     | Premier tour      | —                 | —                    |